# Challenger de Bratislava 2013
El Slovak Open 2013 fue un torneo de tenis profesional que se jugó en pistas duras. Se trató de la 14.ª edición del torneo que forma parte del ATP Challenger Tour 2013 . Tuvo lugar en Bratislava, Eslovaquia entre el 4 y 10 de noviembre de 2013.

## Jugadores participantes del cuadro de individuales

### Cabezas de serie
| Favorito | País                        | Jugador           | Rank1 | Posición en el torneo |
| -------- | --------------------------- | ----------------- | ----- | --------------------- |
| 1        | Bandera de República Checa  | Lukáš Rosol       | 44    | FINAL                 |
| 2        | Bandera de Australia        | Bernard Tomic     | 55    | Primera ronda         |
| 3        | Bandera de los Países Bajos | Igor Sijsling     | 70    | Semifinales           |
| 4        | Bandera de Eslovaquia       | Lukáš Lacko       | 74    | CAMPEÓN               |
| 5        | Bandera de Polonia          | Łukasz Kubot      | 76    | Segunda ronda         |
| 6        | Bandera de República Checa  | Jiří Veselý       | 88    | Segunda ronda         |
| 7        | Bandera de Francia          | Kenny de Schepper | 92    | Cuartos de final      |
| 8        | Bandera de Ucrania          | Sergiy Stakhovsky | 103   | Cuartos de final      |

- 1 Se ha tomado en cuenta el ranking del día 28 de octubre de 2013.

### Otros participantes
Los siguientes jugadores recibieron una invitación (wild card), por lo tanto ingresan directamente al cuadro principal (WC):
- Filip Horanský
- Miloslav Mečíř, Jr.
- Lukáš Rosol
- Adrian Sikora

Los siguientes jugadores ingresan al cuadro principal tras disputar el cuadro clasificatorio (Q):
- Marcin Gawron
- Uladzimir Ignatik
- Boris Pašanski
- Ante Pavić

## Campeones

### Individual Masculino
- Lukáš Lacko derrotó en la final a  Lukáš Rosol por 6–4, 4–6, 6–4.

### Dobles Masculino
- Henri Kontinen /  Andreas Siljeström derrotaron en la final a  Gero Kretschmer /  Jan-Lennard Struff 7–66, 6–2